# Antão Gonçalves
Antão Gonçalves fou un navegant i traficant d'esclaus portuguès del segle xv, i fins i tot el primer europeu a comprar nadius africans com a esclaus. El 1441 Gonçalves va ser enviat per Enric el Navegant per explorar la costa occidental d'Àfrica en una expedició sota el comandament de Nuno Tristão. Força més jove que Tristão, les seves responsabilitats no eren tant l'exploració com la caça de foques monjo que habitaven l'Àfrica occidental. Després d'omplir un petit vaixell amb les pells de foca, Gonçalves va decidir comprar alguns africans per tornar a Portugal. Gonçalves va comprar un amazic dels zenagas i un negre que havia estat fet esclau pels amazics. El 1442 va participar en una nova expedició en què volia bescanviar el cap zenaga que havia capturat l'any anterior per un bon nombre d'esclaus negres. En l'intercanvi aconseguí deu esclaus, una mica d'or en pols i un gran nombre d'ous d'estruç. Amb tot, aquesta expedició no va contribuir en res a la causa de l'exploració, ja que Gonçalves no passà de Río de Oro. Va ser recompensat amb l'escut d'armes pel seu nom.